# Sierra La Ceniza
La Sierra La Ceniza es una cadena montañosa ubicada en el territorio centro del municipio de Agua Prieta, en el noreste del estado de Sonora, México. Tiene una altitud máxima de aproximadamente 1,816 m s. n. m. El clima del lugar es seco y templado, su formación es de roca ígnea intrusiva y extrusiva, y el suelo dominante del área es el leptosol. Su ecosistema o vegetación más común es el pastizal.
Entre los años de 1997 y 2003 el Instituto Nacional de Estadística y Geografía (INEGI) hizo algunos estudios geológicos y topográficos en la región, esto en conjunto con el Servicio Geológico Mexicano con el propósito de observar la existencia de yacimientos de minerales en las distintas zonas altas del noreste de Sonora y el noroeste de Chihuahua, destacando la localización de minerales en yacimientos epitermales y mesotermales de oro y cobre ubicados en las minas de San Juan y San Panuncio.